# Хорацији
Хорацији (лат. Horatti) - Три брата близанца који су извојевали одлучујућу победу над тројицом браће Куријација.

## Митологија
Римљани су борбу Хорација и Куријација сматрали историјским догађајем за време краља Тула Хостилија, за кога је Ливије, на почетку нове ере написао у својој „Историји од оснивања града“, да је то краљ - над „којим једва да славнијег има“.
Мегдан браће, и један човек је одлучио судбину два града и два краљевства, и да трећи брат Хорације, својим лукавством и сналажљивошћу није савладао три брата Куријација, Рим више не би постојао, и било би то време Албе Лонге, а не време Рима.

## Мегдан Хорација и Куријација
Цео догађај се збио у доба владавине краља Тула Хостилија, и када се одлучивало да ли ће Рим владати Албом Лонгом или Алба Лонга Римом. да се не би узалуд пролила крв многобројних ратника, два краља су се договорила да на мегдан изађу по тројица са сваке стране, а да ће се победа у обрачуну тројица против тројице рачунати као победа у рату. Одређено је и место мегдана као и услови под којима ће се покорена страна владати.
Браћа Хорацији су били из Рима, а браћа Куријацији су били из Алба Лонге. када је двобој започео, одмах на самом почетку, два брата Хорација су пала. Римљани су почели губити наду у исход двобоја, јер је остао само један брат, који, за разлику од браће Куријација који су били сви израњавани, није био рањен. И мада су три Куријација били рањени, Римљани су ипак очекивали да трећи брат Хорације храбро погине бранећи част Рима, јер је он ипак сам остао против тројице. Али се тада догодило нешто крајње неочекивано, Хорације је почео да бежи и самим тим је погазио заклетву да ће се борити до последње капи крви, па је Римљане, поред пораза очекивала и велика срамота.
Римљани су били разочарани, али тада Хорације нагло стаде и свом снагом навали на првог рањеног брата Куријација који је дотрчао до њега. Хорације је, знајући да не може савладати, окупљене на једном месту, браћу Куријације, одлучио је да их раздвоји и да се сукоби човек на човека, а то је и успео њиховим раздвајањем. Убио је првог брата Куријација, па је дотрчао други брат, кога је Хорације такође убио, а трећи, најрањавији је дотрчао најкасније и њега је Хорације убио, пробивши га мачем кроз грло.